# 派恩克雷斯特 (加利福尼亞州內華達縣)
派恩克雷斯特（英語：Pinecrest）是位於美國加利福尼亞州內華達縣的一個非建制地區。該地的面積和人口皆未知。

## 地理
派恩克雷斯特的座標為39°09′46″N 120°58′06″W / 39.16278°N 120.96833°W，而該地的平均海拔高度為743米（即2438英尺）。